# دانه چیا
دانه چیا (به انگلیسی: Chia Seed) دانهٔ خوراکی گیاه Salvia hispanica از خانوادهٔ نعناعیان (Lamiaceae) است که بومی آمریکای مرکزی و جنوبی، به‌ویژه مکزیک و گواتمالا می‌باشد. این دانه‌ها در گذشته در رژیم غذایی اقوام مایا و آزتک جایگاه مهمی داشته‌اند و امروزه به دلیل خواص تغذیه‌ای بالا و کاربرد در رژیم‌های سلامت‌محور در سراسر جهان استفاده می‌شوند.

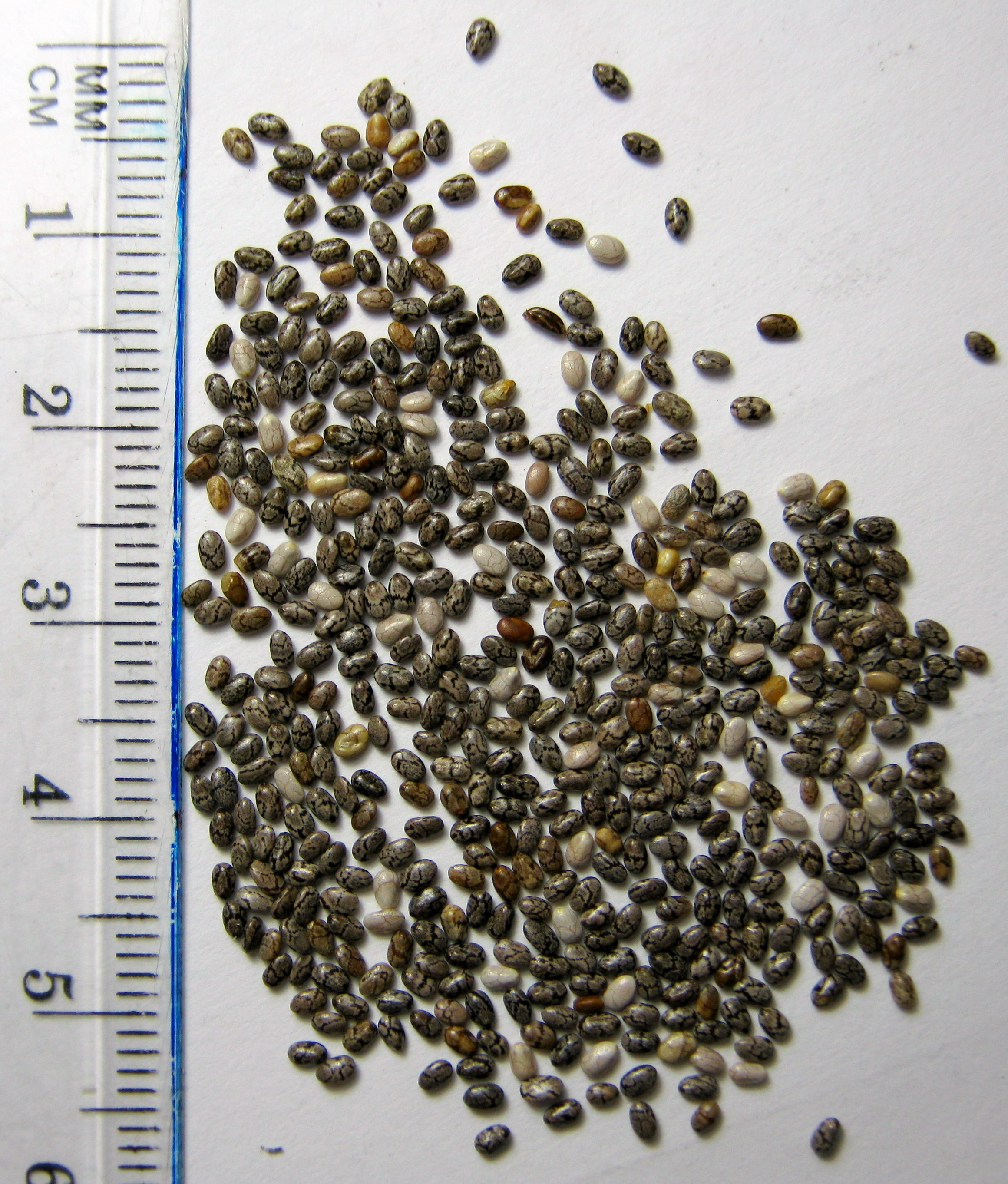
دانه چیا

## تفاوت با تخم شربتی
دانه چیا اغلب با تخم شربتی (دانهٔ گیاه ریحان شیرین – Ocimum basilicum) اشتباه گرفته می‌شود، زیرا هر دو در تماس با آب حالتی ژله‌ای پیدا می‌کنند. با این حال، این دو کاملاً از نظر گیاه‌شناسی، شکل، طعم و خواص با یکدیگر تفاوت دارند